# Siegbert Horn
Siegbert Horn (11 maggio 1950 – 9 agosto 2016) è stato un canoista tedesco.

## Palmarès

### Olimpiadi
- 1 medaglia:
  - 1 oro (Monaco di Baviera 1972 nel K1)

### Mondiali
- 6 medaglie:
  - 3 ori (Merano 1971 nel K1; Muotathal 1973 nel K1 a squadre; Skopje 1975 nel K1)
  - 2 argenti (Merano 1971 nel K1 a squadre; Muotathal 1973 nel K1)
  - 1 bronzo (Skopje 1975 nel K1 a squadre)